# Nells Park

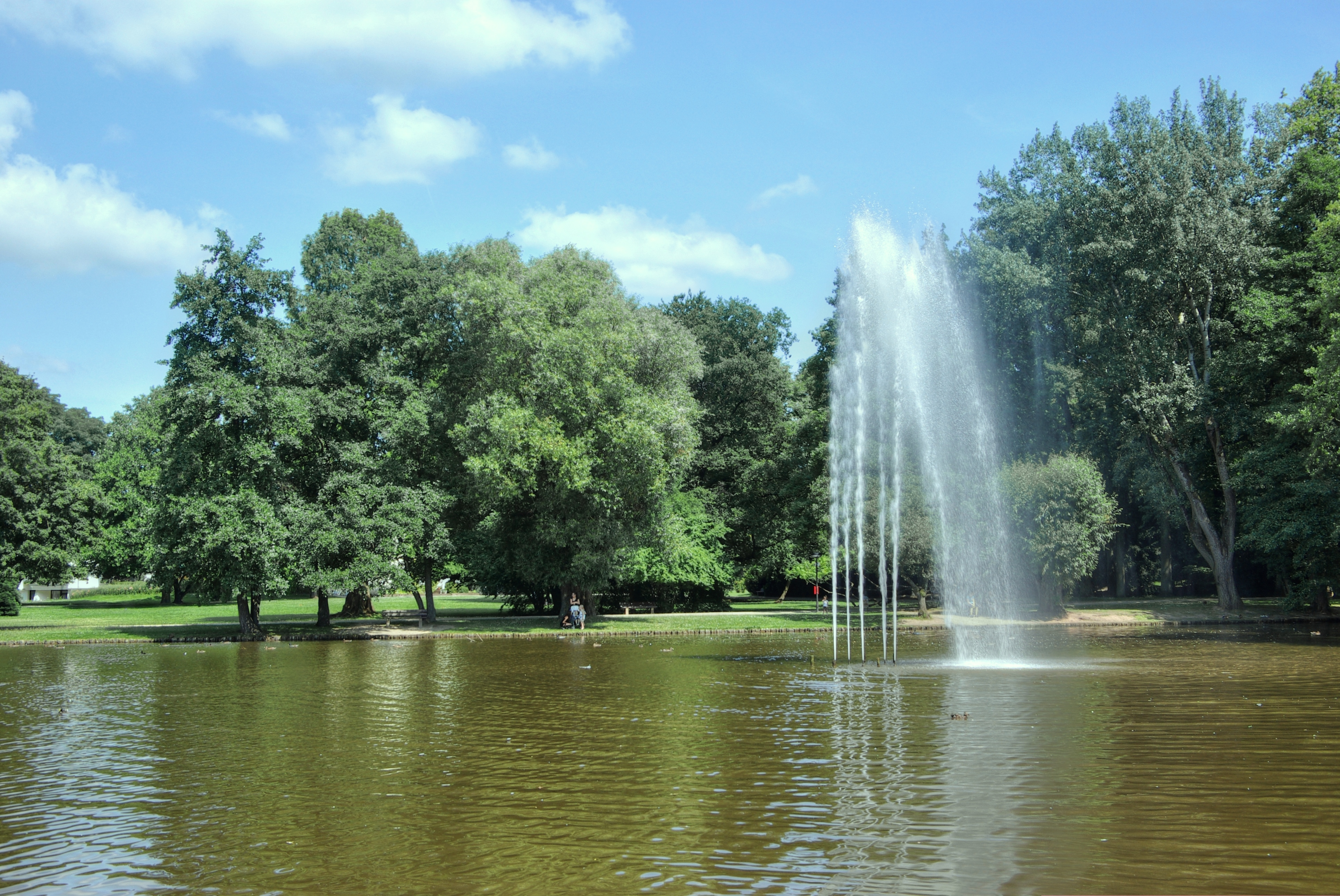
Nells Park

Nells Park (offiziell: Park Nells Ländchen) ist ein 9,5 ha großer Park am unteren Avelsbach in Trier. Er wurde von dem Kanonikus am Stift St. Paulin, Nikolaus Nell, angelegt. Zwischen 1792 und 1793 kaufte dieser die sumpfigen Ländereien vom Deutschherrenorden und legte sie trocken um den Park anzulegen. Der Park im frühromantisch englisch-holländischen Stil wurde 1801 fertiggestellt. 1861 erfolgte der Bau eines klassizistischen Herrenhauses, das heute das Hotel Nells Park beherbergt. Im Jahr 1940 wurde der Park von der Stadt Trier erworben und noch in den Kriegsjahren erweitert. Eine Erweiterung der Wasserflächen diente hierbei auch der Bereitstellung von Löschwasser für das nahegelegene damalige Proviantamt. Zu Ehren des Rosenzüchters Peter Lambert entstand unter Gartenbaudirektor Gottfried Rettig 1958 in Nells Park ein Rosengarten.
Nells Ländchen ist außerdem der Namensgeber des nördlichen der zwei Stadtbezirke innerhalb des Trierer Ortsbezirks Trier-Nord.

## Bilder

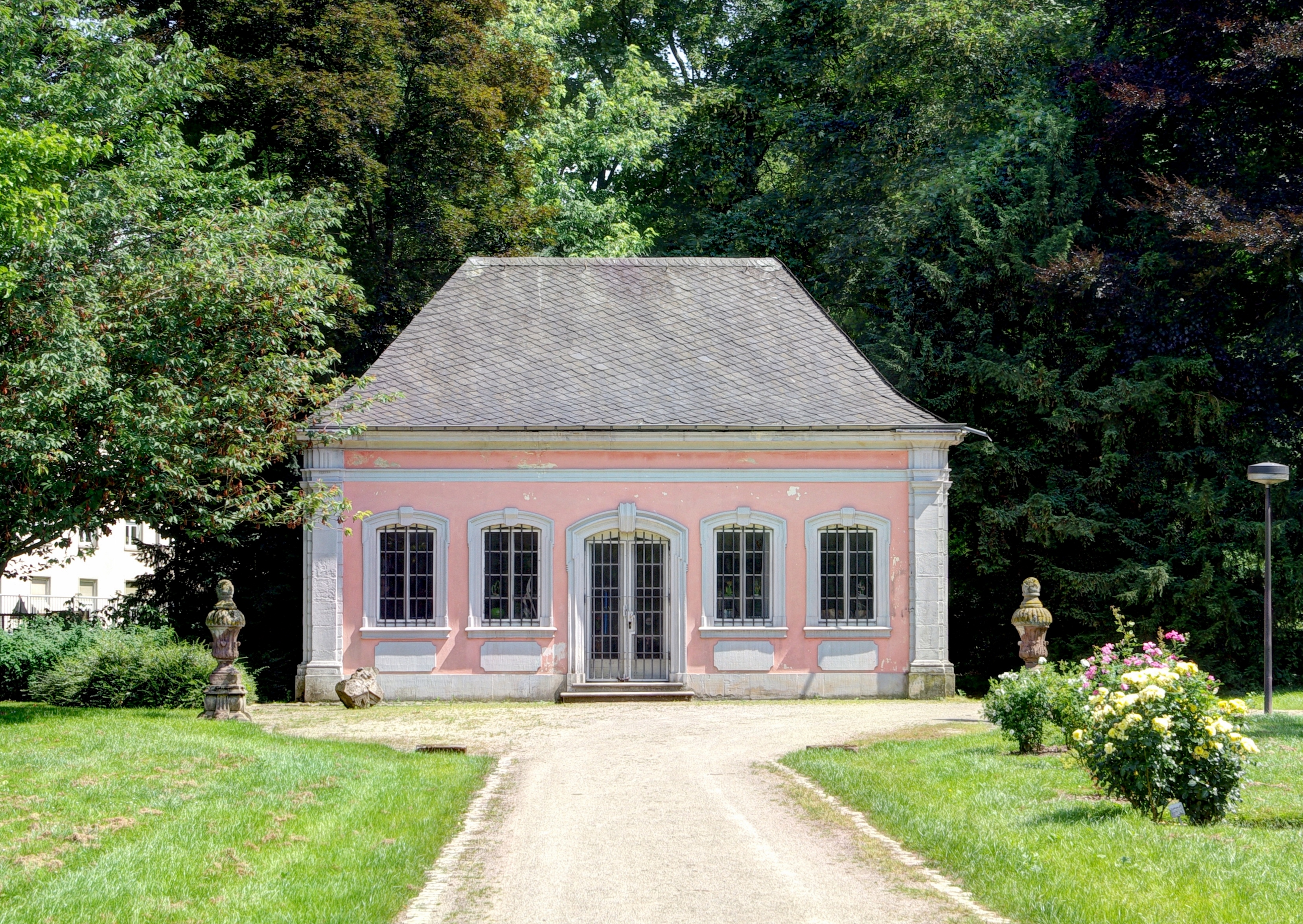
Rautenstrauchscher Gartenpavillon: eingeschossiger barocker Walmdachbau, 1968 wiederaufgebaut
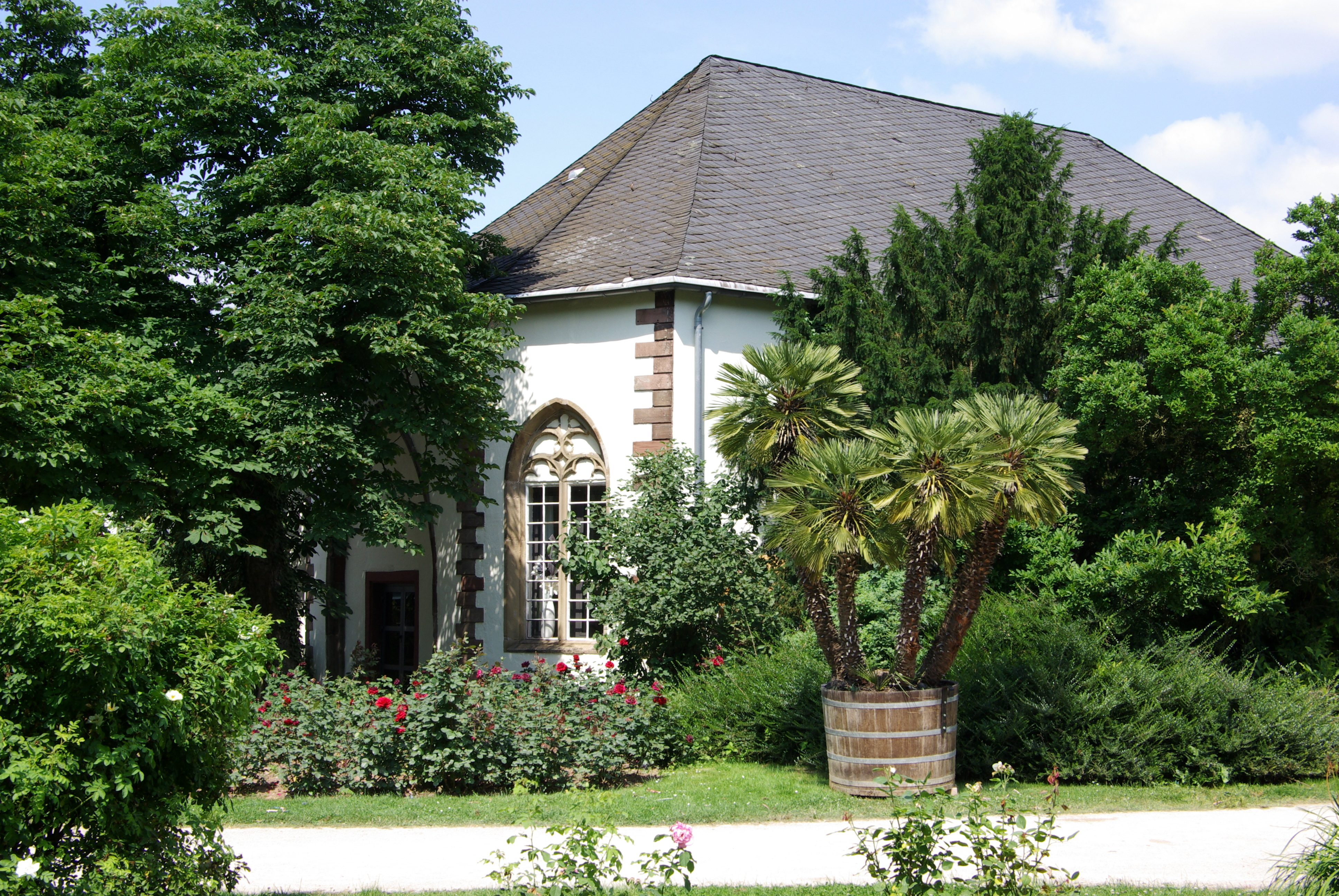
Ehemaliges Stallgebäude (Dasbachstraße 14): dreiteilige Anlage mit gotischen Bauteilen
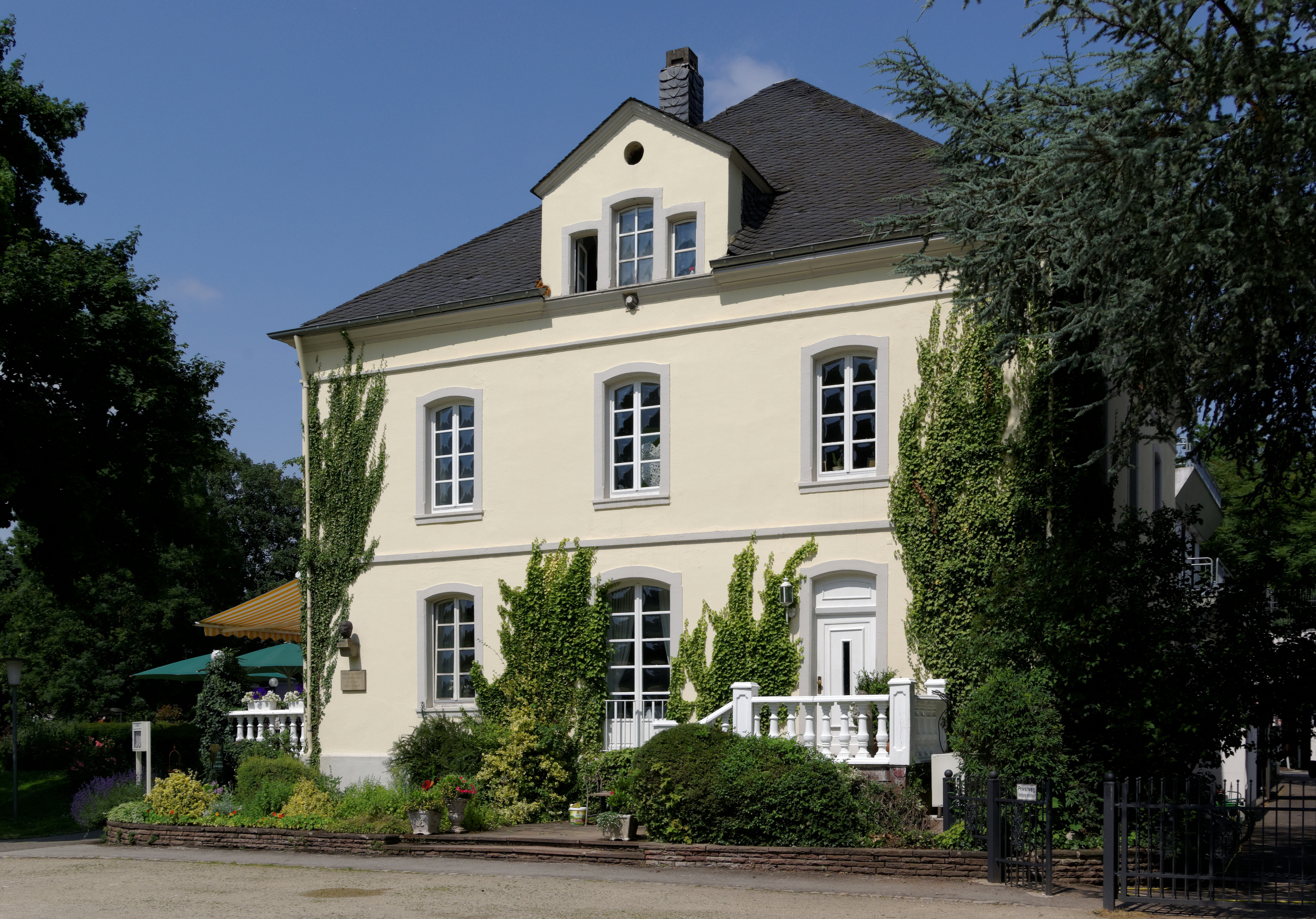
Verwalterhaus (Dasbachstraße 12): spätklassizistischer kubischer Zeltdachbau, 1864
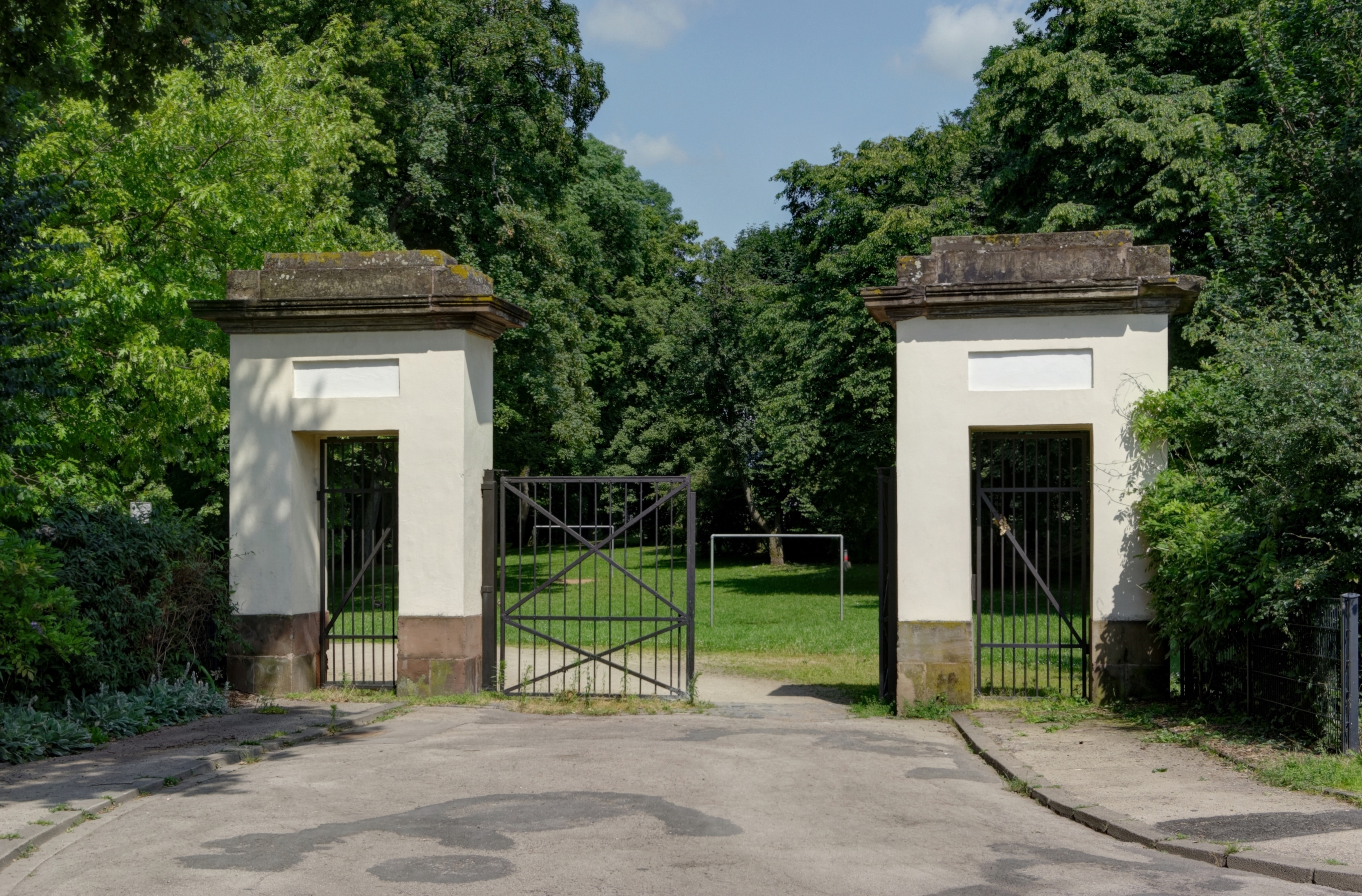
Eingangstor Thyrsusstraße